# 切爾沃涅奧濟羅 (普季夫利區)
51°15′1″N 33°57′26″E / 51.25028°N 33.95722°E
紅奧澤羅（羅馬化：Chervone Ozero）是位於烏克蘭北部蘇梅州科諾托普區新斯洛博達市鎮的村莊。該村距離比洛哈利察、佩雷瑟普基和扎里1.5公里，海拔高度136米，2001年人口228。